# Sandalus taiwanicus
Sandalus taiwanicus is een keversoort uit de familie Rhipiceridae. De wetenschappelijke naam van de soort is voor het eerst geldig gepubliceerd in 2005 door Lee, Satô & Sakai.